# 杓會厭肌
杓會厭肌（aryepiglottic muscle、aryepiglotticus）是一種在從杓狀軟骨到會厭之杓狀會厭襞中運行的喉部肌肉。

## 附加圖片

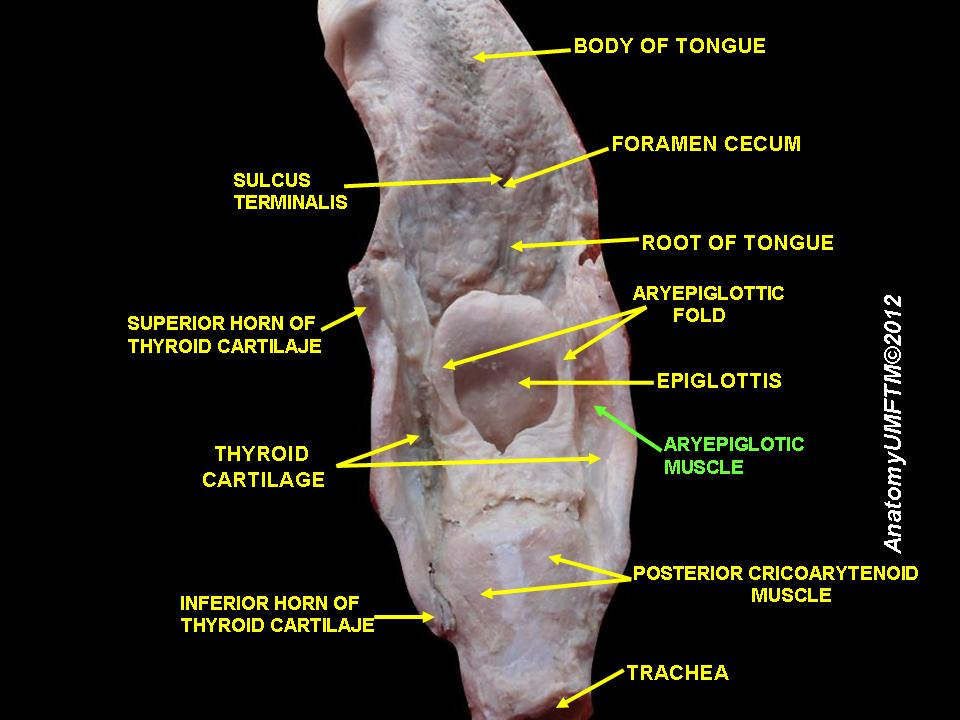
杓會厭肌

## 外部連接
- （英文）lesson11 在韦斯利诺曼的解剖课上（乔治城大学） (larynxmuscles)